# Uherský Ostroh
Uherský Ostroh (en allemand : Ungarisch Ostra) est une ville du district d'Uherské Hradiště, dans la région de Zlín, en Tchéquie. Sa population s'élevait à 4 217 habitants en 2020.

## Géographie
Uherský Ostroh est arrosée par la Morava et se trouve à 12 km au sud-ouest d'Uherské Hradiště, à 34 km au sud-ouest de Zlín, à 62 km à l'est-sud-est de Brno et à 246 km au sud-est de Prague.
La commune est limitée par Polešovice, Nedakonice et Ostrožská Nová Ves au nord, par Ostrožská Lhota à l'est, par Blatnice pod Svatým Antonínkem et Veselí nad Moravou au sud, et par Moravský Písek à l'ouest.

## Histoire
La première mention écrite de la localité date de 1286.

## Personnalités
- Otakar Borůvka (1899-1995), mathématicien
- Jan Černý (1874-1959), homme politique
- Helena Fibingerová (née en 1949), athlète
- Lukáš Sadílek (1996-), footballeur tchèque né à Uherský Ostroh
- Zdeněk Galuška
- Martin Severa

## Sources
- (cs) Cet article est partiellement ou en totalité issu de l’article de Wikipédia en tchèque intitulé « Uherský Ostroh » (voir la liste des auteurs).

- (de) Cet article est partiellement ou en totalité issu de l’article de Wikipédia en allemand intitulé « Uherský Ostroh » (voir la liste des auteurs).